# Australopithecus sediba
Australopithecus sediba je vrsta Australopithecusa iz ranog pleistocena, definiran kao nova vrsta na temelju fosilnih ostataka datiranih na oko 2 milijuna godina starosti.
Pronađeno je ukupno šest kostura ove vrste, svi na lokalitetu Malapa u tzv. Kolijevci čovječanstva u  Južnoafričkoj Republici. Pronađeni kosturi pripadaju jednom mladom mužjaku (MH1 poznat i kao "Karabo", koji je ujedno i holotipni primjerak), jednoj odrasloj ženki (MH2 paratip), jednom odraslom mužjaku, i troje djece.
Fosili su svi zajedno pronađeni na dnu špilje, u koju su vjerojatno pali i umrli, a njihova procijenjena starost je između 1,977 i 1,980 milijuna godina.
Do danas je pronađeno više od 220 fosilnih fragmenata ove vrste. Djelomični kosturi prvi su put opisani u dva članka objavljena u časopisu Science, a opisao ih je južnoafrički paleoantropolog Lee Berger i suradnici s Witwatersrandskog sveučilišta, u Johannesburgu kao novootkrivenu vrstu čovječjeg pretka. Nadjenuli su mu naziv Australopithecus sediba ("sediba" na lokalnom Sotho jeziku znači "izvor").
Australopithecus sediba je vjerojatno živio u savanama, ali hranio se voćem i sličnom hranom iz šumskog staništa, isto kao i suvremene savanske čimpanze. Okolnosti u kojima su ove jedinke prekrivene tlom i fosilizirane vrlo su rijetke i omogućile su izvanrednu očuvanost, do te mjere da je bilo moguće izolirati biljne fitolite iz zubnog plaka.
U fosilu starom 1,6 – 1,8 milijuna godina nađen je 2016. sarkom kosti, što je najraniji poznati slučaj raka u ljudi.

## Otkriće
Prvi primjerak A. sedibe otkrio je 15. kolovoza 2008. devetogodišnji dječak Metthew Berger, sin paleoantropologa Leeja Bergera dok je pratio oca u svom radu na terenu. Dok je Lee Berger vršio iskapanja među dolomitskim brežuljcima u parku prirode Malapa sjeverno od Johannesburga, dječak se udaljio od mjesta iskapanja i pronašao je fosiliziranu ključnu kost drevnog hominida. Dječak je pozvao svog oca, koji je u nevjerici pregledao mjesto nalaza i jednostavnim prevrtanjem jednog većeg kamena, osim ključne kosti, pronašao donju čeljust s jednim očnjakom. Kasnije je dokazano da ovaj fosil pripada mladom mužjaku hominida visokom 1,27 m, čiju su lubanju kasnije otkrili Bergerovi suradnici u ožujku 2009. Otkriće je prezentirano javnosti tek 8. travnja 2010.
Na istom lokalitetu u rezervatu Malapa, na dnu jedne špilje djelomično ispunjene vodom, otkriveni su i ostaci mnogih životinjskih vrsta onog doba, uključujući sabljozube mačke, mungose, i antilope. Berger i geolog Paul Dirks pretpostavljaju da su životinje padale u ovu 40-ak metara duboku jamu iz koje se nisu mogli izvući, vjerojatno privučene prisutnošću vode. Tijela ovih životinja je potom prekrivao fini pijesak iz dna špilje koji je omogućio fosilizaciju.

## Procjena starosti
Fosili su datirani metodom paleomagnetizma i mjerenjem razina izotopa uranija i olova. Rezultati pokazuju da ovi ostaci nisu stariji od 2 milijuna godina, dok prisutnost ostataka životinjskih vrsta koje su izumrle prije 1,5 milijuna godina u istom sloju ukazuje na to da ovi slojevi nisu stariji od 1,5 milijuna godina. Sedimenti imaju "normalni"  magnetski polaritet, a jedino dulje razdoblje u vremenskom rasponu između 2,0 i 1,5 milijuna godina s takvim karakteristikama je olduvajska kronozona između 1,95 i 1,78 milijuna godina. U skladu s time fosili su datirani na oko 1,95 milijuna godina.

## Morfologija i interpretacija
Zbog velikog raspona mozaičkih karakteristika vidljivih i u kranijalnoj i u postkranijalnoj morfologiji, znanstvenici smatraju da bi A. sediba mogao biti tranzicijska vrsta između južnoafričkog Australopithecusa africanusa (Dijete iz Taunga, gospođica Ples) ili Homo habilisa, pa čak i H. erectusa (dječak iz Turkane, Javanski čovjek, Pekinški čovjek).
Moždani volumen MH1, koji je procijenjen na 95% volumena odrasle jedinke (420 cm3), je na gornjoj granici raspona moždanih volumena svih primjeraka A. africanusa, ali daleko ispod donje granice ranih pripadnika roda Homo (631 cm3). Donja čeljust i dimenzije zubiju su pak prilično gracilne i slične strukturama koje nalazimo kod H. erectusa. Toliko su slične da kad bi bile otkrivene izolirane, bez ostalih ostataka kostiju, mogle bi biti klasificirane u rod Homo na temelju samih dimenzija. No razmak među kvržicama zuba više je nalik onomu u australopiteka.
Neovisno od činjenice je li Australopithecus sediba izravni predak ranih pripadnika roda Homo ili nije, otkrićem ovih novih primjeraka uvelike je povećano razumijevanje stupnja varijacije u morfologiji ranih hominina .
Prema Bergeru i suradnicima, Australopithecus sediba je u usporedbi s drevnijom vrstom A. africanusa opisan kao morfološki bliži rodu Homo od Australopithecusa garhi, posebno zbog prisutnosti sinapomorfskih karakteristika koje predviđaju reorganizaciju zdjelice u Homo erectusu, povezanu s "učinkovitijom sposobnošću hodanja i trčanja". Pronađeni ostaci bedrene i goljenične kosti su fragmentarni, ali kod dobro očuvanog stopala prisutne su istovremeno napredna gležanjska kost u kombinaciji s promitivnom petnom kosti. Njegov moždani volumen procijenjen je na 420–450 cm3, oko jedne trećine moždanog volumena anatomski modernog čovjeka.
Australopithecus sediba je imao iznenađujuće modernu morfologiju šake, sa sposobnošću sigurnog stiska i precizne manipulacije predmetima, što ukazuje na mogućnost da je mogao izrađivati kameni alat. Dokazi o mogućnosti preciznog stiska i mogućnosti izrade kamenog alata vidljivi su iz karakteristika šake sličnih onima pripadnika roda Homo, kao što je dugački palac i relativno kratki prsti. Na gotovo u potpunosti učuvanom ručnom zglobu i šaci jedne ženske odrasle jedinke pronađene u Malapi, u Južnoafričkoj Republici, vidljive su karakteristike slične ostalim australopitecima, kao što je jaki mišićni aparat za fleksiju tipičan za kretanje po stablima.
Dobro očuvane kosti gležnja A. sedibe ukazuju na sličnost gležnju pripadnika roda Homo i u obliku i u funkciji što je vidljivo po prisutnosti stopala u obliku luka i morfologiji ahilove tetive. A. sediba je međutim, morfološki sličan majmunima po slabo razvijenoj petnoj kosti i robustnijem medijalnom maleolusu. Ovi dokazi navode na zaključak da je A. sediba kombinirao dvonožni hod i kretanje po stablima.
U suprotnosti s prethodnim autorima koji smatraju da su fosili A. Sedibe moguća tranzicijska vrsta između roda Australopithecus i roda Homo, neki se paleoantropolozi protive ovoj interpretaciji. Paralelno s objavom znanstvenog članka s prvim opisom vrste 2010. godine, objavljen je i jedan prateći članak, u kojem protivnici ideje o A. sedibi kao izravnom pretku roda Homo (npr. Tim White i Ronald Clarke) navode da su ovi fosili vjerojatno ostaci kasne južnoafričke grane Australopithecusa, koji je koegzistirao s već razvijenim pripadnicima roda Homo.
Ova se interpretacija temelji na zapažanju da je 2,5 milijuna godina star fosil donje čeljusti Homo rudolfensisa koju je otkrio Friedemann Schrenk, najstariji poznati fosil pripisan rodu Homo. Smatra se da je ovaj uzorak stariji od fosilnih ostataka Australopithecusa sedibe. Zbog ovih kritika većina stručnjaka i dalje pripisuje Australopithecusu africanusu status pretka roda Homo. Kritike su podignute paralelno s viješću o otkriću objavljenom u časopisu Nature, tumačeći da autori prvobitnog opisa nisu uzeli u obzir bogatstvo morfoloških varijacija unutar same vrste A. africanusa u trenutku definiranja iste kao odvojene vrste.
Od nekih su znanstvenika podignute kritike i protiv opisa nove vrste na temelju kostura juvenilnih jedinki, pošto je nejasno koliko se odrasle jedinke mogu morfološki razlikovati od onih juvenilnih. Prema najnovijim osvrtima, čini se da je znanstvena zajednica prihvatila status A. sedibe kao neovisne vrste u odnosu na A. africanusa i druge rane hominine.  Povrh toga, definiranje juvenilnih jedinki kao tipskih primjeraka česta je praksa u paleoantropologiji: tipski primjerci Homo habilisa i Australopithecusa africanusa i sami su juvenilne jedinke.

## Galerija slika
- Originalni kostur holotipnog primjerka A. sedibe, MH1, na izložbi u Maropengu, Kolijevka čovječanstva, Južnoafrička Republika.
- Zdjelica A. sedibe.
- MH1 (lijevo), Lucy (centar) i MH2 (desno). Visina A. sedibe je otprilike 1,3 metra.

## Unutarnje poveznice
- Evolucija čovjeka
- Popis čovječjih evolucijskih fosila

## Vanjske poveznice
- Zbirka članak o Australopithecusu sedibi iz časopisa Science, pristupljeno 5. kolovoza 2014.
- Australopithecus sediba na Fossil Wiki, pristupljeno 5. kolovoza 2014.
- Fotografije pronalasaka na National Geographicu, pristupljeno 5. kolovoza 2014.
- Analiza kostura u časopisu Science, pristupljeno 5. kolovoza 2014.
- Lubanja A. Sedibe  Arhivirana inačica izvorne stranice od 16. srpnja 2011. (Wayback Machine), pristupljeno 5. kolovoza 2014.
- Slobodne fotografije i podaci o "Australopithecusu sedibi" za učitelje i studente, pristupljeno 5. kolovoza 2014.
- Članak u Guardianu, pristupljeno 5. kolovoza 2014.